# Alles blijft anders
Alles blijft anders is een muziekalbum uit 2011 van de Nederlandse band BLØF. Het is het tiende studioalbum van de band.

## Achtergrond
Het album is opgenomen in de Berlijnse Hansa Tonstudio tussen 28 september 2010 en 7 oktober 2010. Gedurende de opnameperiode plaatste Peter Slager elke dag op de officiële website van BLØF een bericht over de vorderingen van de band. Ze werden in deze periode gevolgd door Frank Evenblij voor zijn televisieprogramma Evenblij met...
De band heeft meerdere malen de wens geuit een echte rockplaat te willen maken. Bij het opnemen van vorige albums strandde dit voornemen. Ditmaal was het volgens de band zelf wel geslaagd.
De fotografie en vormgeving van de albumhoes werd verzorgd door Anton Corbijn. Op de voorkant van de hoes is BLØF te zien voor gebouw A van Radio Kootwijk.
In het radioprogramma Tijd voor Twee verklaarde BLØF de titel van het album als verwijzing naar het tijdperk na het overlijden van Chris Götte. Hoe zeer ze ook probeerden, het bleef anders dan daarvoor.
Op 1 april kwam de single Hou vol hou vast uit. Het duurde tot 30 april voordat de videoclip werd uitgebracht. Deze werd net zoals de albumhoes opgenomen bij Radio Kootwijk.
Het album behaalde de platina status in Nederland.

## Nummers
1. Maan en sterren (4:29)
2. Wijd open (3:41)
3. Hou vol hou vast (4:54)
4. We doen wat we kunnen (4:42)
5. Beter (3:37)
6. Iedereen (4:27)
7. Wat jij denkt (3:40)
8. Wachten op de dag (4:35)
9. Hoe warmer de zon (6:00)
10. Punt (4:08)
11. 21 gram (4:12)
12. Was je maar hier (6:05)

### Singles
| Single met eventuele hitnotering(en) in de Nederlandse Top 40 | Datum van verschijnen | Datum van binnenkomst | Hoogste positie | Aantal weken | Opmerkingen                      |
| ------------------------------------------------------------- | --------------------- | --------------------- | --------------- | ------------ | -------------------------------- |
| Wijd open                                                     | 25-12-2010            | 25-12-2010            | 29              | 3            | Themanummer Serious Request 2010 |
| Beter                                                         | 28-01-2011            | 12-02-2011            | 13              | 9            | Nr. 17 in de Single Top 100      |
| Hou vol hou vast                                              | 01-04-2011            | 07-05-2011            | 25              | 10           | Nr. 38 in de Single Top 100      |
| Was je maar hier                                              | 05-08-2011            | 03-09-2011            | 23              | 9            | Nr. 7 in de Single Top 100       |

## Hitnotering

### NederlandseAlbum Top 100
| Hitnotering: 05-03-2011 t/m 24-03-2012 | Hitnotering: 05-03-2011 t/m 24-03-2012 | Hitnotering: 05-03-2011 t/m 24-03-2012 | Hitnotering: 05-03-2011 t/m 24-03-2012 | Hitnotering: 05-03-2011 t/m 24-03-2012 | Hitnotering: 05-03-2011 t/m 24-03-2012 | Hitnotering: 05-03-2011 t/m 24-03-2012 | Hitnotering: 05-03-2011 t/m 24-03-2012 | Hitnotering: 05-03-2011 t/m 24-03-2012 | Hitnotering: 05-03-2011 t/m 24-03-2012 | Hitnotering: 05-03-2011 t/m 24-03-2012 | Hitnotering: 05-03-2011 t/m 24-03-2012 | Hitnotering: 05-03-2011 t/m 24-03-2012 | Hitnotering: 05-03-2011 t/m 24-03-2012 | Hitnotering: 05-03-2011 t/m 24-03-2012 | Hitnotering: 05-03-2011 t/m 24-03-2012 | Hitnotering: 05-03-2011 t/m 24-03-2012 | Hitnotering: 05-03-2011 t/m 24-03-2012 | Hitnotering: 05-03-2011 t/m 24-03-2012 | Hitnotering: 05-03-2011 t/m 24-03-2012 |
| Week:                                  | 1                                      | 2                                      | 3                                      | 4                                      | 5                                      | 6                                      | 7                                      | 8                                      | 9                                      | 10                                     | 11                                     | 12                                     | 13                                     | 14                                     | 15                                     | 16                                     | 17                                     | 18                                     | 19                                     |
| -------------------------------------- | -------------------------------------- | -------------------------------------- | -------------------------------------- | -------------------------------------- | -------------------------------------- | -------------------------------------- | -------------------------------------- | -------------------------------------- | -------------------------------------- | -------------------------------------- | -------------------------------------- | -------------------------------------- | -------------------------------------- | -------------------------------------- | -------------------------------------- | -------------------------------------- | -------------------------------------- | -------------------------------------- | -------------------------------------- |
| Positie:                               | 1                                      | 3                                      | 4                                      | 3                                      | 9                                      | 9                                      | 10                                     | 15                                     | 19                                     | 20                                     | 12                                     | 17                                     | 18                                     | 15                                     | 17                                     | 23                                     | 24                                     | 32                                     | 31                                     |
| Week:                                  | 20                                     | 21                                     | 22                                     | 23                                     | 24                                     | 25                                     | 26                                     | 27                                     | 28                                     | 29                                     | 30                                     | 31                                     | 32                                     | 33                                     | 34                                     | 35                                     | 36                                     | 37                                     | 38                                     |
| Positie:                               | 32                                     | 45                                     | 37                                     | 47                                     | 32                                     | 26                                     | 35                                     | 22                                     | 27                                     | 22                                     | 22                                     | 42                                     | 33                                     | 40                                     | 50                                     | 44                                     | 50                                     | 10                                     | 19                                     |
| Week:                                  | 39                                     | 40                                     | 41                                     | 42                                     | 43                                     | 44                                     | 45                                     | 46                                     | 47                                     | 48                                     | 49                                     | 50                                     | 51                                     | 52                                     | 53                                     | 54                                     | 55                                     | 56                                     |                                        |
| Positie:                               | 26                                     | 32                                     | 44                                     | 39                                     | 39                                     | 44                                     | 41                                     | 39                                     | 39                                     | 44                                     | 53                                     | 50                                     | 51                                     | 73                                     | 74                                     | 87                                     | 82                                     | 87                                     | uit                                    |

Bandleden:

Paskal Jakobsen · Peter Slager · Bas Kennis · Norman Bonink (voormalig: Henk Tjoonk, Chris Götte)

Discografie: